# Либерали (Данска)
Либерали, (Левица, Либерална партија Данске) (дан. Venstre, Danmarks Liberale Parti) је конзервативно-либерална политичка партија у Данској. Основана као покрет сељака против земљишне аристократије, данас представља либералну идеологију слободног тржишта и најјача је партија десног центра у Данској. На изборима 2011. године освојила је 26,7% и 47 од 179 места у Фолкетингу. Лидер партије је  Јакоб Елеман-Јенсен који је на том месту наследио бившег премијера Ларс Локе Расмусен.